# Malmonde
Malmonde est un groupe de metal industriel français, avec des influences death metal, originaire de Pont-de-Claix, en Isère.

## Biographie
L'histoire du groupe commence en 1999, sur l'impulsion du chanteur Ludovic Giroud et du guitariste Hervé Sionnet, qui travaillent alors dans un style plus gothique ; ils sont ensuite rejoints par le bassiste Michaël Coracin, avec lequel ils produisent un premier album démo en 2001 afin de commencer à se faire connaître sans le vendre pour autant, recevant une critique plutôt positive, puis le groupe s'enrichit en 2002 d'un claviériste, Stéphane Ballerand. Le style du groupe est alors principalement assimilable au metal industriel, notamment celui de Rammstein et Fear Factory, mais s'inspire également du metal extrême, avec des groupes comme Samael ou Meshuggah. Au cours de ses concerts, le groupe joue avec des groupes connus du metal tels que Behemoth en 2002, ou, dans un style très différent, Epica en janvier 2005 ; il joue également avec d'autres groupes au festival Cœur de Metal destiné à soutenir cette association de lutte contre une maladie génétique, le syndrome Kabuki.
Malmonde commence la production d'un premier album au son plus travaillé en 2002, par ses propres moyens, ce qui leur donne un CD qu'ils utilisent pour démarcher les labels ; ils sont alors contactés par le label Adipocère, relayé ensuite par Osmose Productions. Qualifié de « mini-album » par le groupe, ce nouvel album qu'ils intitulent simplement Malmonde ne compte que sept titres et un remix ; disponible en 2003, il bénéficie d'une distribution internationale et d'une critique là encore positive. Entretemps, le groupe accepte pour la première fois un batteur, Christophe Saumont, en 2002 ; jusque-là, le groupe n'employait pas de batteur mais une boîte à rythmes par choix, pour donner à ses compositions une allure plus mécanique, mais il se laisse finalement convaincre par ce batteur issu du groupe Fairlight, sans remettre en cause pour autant son style froid et cybernétique. C'est avec ce batteur que le groupe commence dès 2003 à travailler sur son album suivant, dont le titre est annoncé en juin 2004, Eva, qui compte treize chansons, et non pas douze comme annoncé initialement. La même année, le groupe participe au Téléthon 2004. Leur album Eva est publié en octobre 2005, accompagné d'un bonus vidéo, le clip En haut des murs. Cependant, le groupe rompt avec le label Osmose Productions avant la sortie de l'album, en 2004, mais il signe dès 2005 avec le distributeur Musicast.
En 2007, le magazine French Metal publie sa quatrième compilation sur laquelle participent des groupes comme Malmonde. Malmonde enregistre un nouvel album en septembre 2007.

## Paroles
Les textes du groupe alternent langues Anglaise et Française, le groupe aimant garder une identité Française tant qu'elle s'accorde avec sa musique. Le bassiste Michael Coracin les décrit dans une interview au webzine Metal Impact comme abordant des thèmes divers à l'aide de métaphores, plutôt issus de sentiments intérieurs et d'histoires imaginaires ; les paroles de l'album Eva traitent ainsi toutes de l'histoire d'un virus qui semble à la fois informatique et biologique, sans que son existence soit certaine.

## Membres
- Ludovic Giroud - chant, guitare, boîte à rythmes (jusqu'à l'arrivée de Christophe Saumont)
- Hervé Sionnet - guitare
- Stephane Ballerand - synthétiseur
- Michael Coracin - basse
- Christophe Saumont - batterie (depuis 2003)

## Discographie
- 2001 : Malmonde
- 2003 : Malmonde
- 2005 : Eva